# Европско првенство у атлетици у дворани 1981 — скок удаљ за жене
Такмичење у скоку удаљ у женској конкуренцији на 12. Европском првенству у атлетици у дворани 1981. године одржано је 22. фебруара  уГренобл (Француска).
Титулу европске првакиње освојену на [[Европско првенство у атлетици у дворани 1980 — скок удаљ за жене |Европском првенству у дворани 1980. у Зинделфингену није бранила Ана Влодарчик из Пољске.

## Земље учеснице
Учествовало је 10. скакачица удаљ из 7 земаља.
1. Данска (2)
2. Западна Немачка (3)
3. Источна Немачка (1)
4. Совјетски Савез (1)
5. Чехословачка (1)
6. Холандија (1)
7. Шведска (1)

## Рекорди
| Рекорди пре почетка Европског првенства у дворани 19818.    | Рекорди пре почетка Европског првенства у дворани 19818. | Рекорди пре почетка Европског првенства у дворани 19818. | Рекорди пре почетка Европског првенства у дворани 19818. | Рекорди пре почетка Европског првенства у дворани 19818. | Рекорди пре почетка Европског првенства у дворани 19818. |
| ----------------------------------------------------------- | -------------------------------------------------------- | -------------------------------------------------------- | -------------------------------------------------------- | -------------------------------------------------------- | -------------------------------------------------------- |
| Светски рекорд                                              | Ангела Фојгт                                             | Источна Немачка                                          | 6,76                                                     | Берлин, Источна Немачка                                  | 24. јануар 1976.                                         |
| Европски рекорд у дворани                                   | Ангела Фојгт                                             | Источна Немачка                                          | 6,76                                                     | Берлин, Источна Немачка                                  | 24. јануар 1976.                                         |
| Рекорди европских првенстава у дворани                      | Зигурн Зигел                                             | Источна Немачка                                          | 6,70                                                     | Беч, Аустрија                                            | 24. март 1979.                                           |
| Најбољи светски резултат сезоне у дворани                   | Вали Јонеску                                             | Румунија                                                 | 6,75                                                     | Букурешт, Румунија                                       | 14. фебруар 1980.                                        |
| Најбољи европски резултат сезоне у дворани                  | Вали Јонеску                                             | Румунија                                                 | 6,75                                                     | Букурешт, Румунија                                       | 14. фебруар 1980.                                        |
| Рекорди после завршеног Европског првенства у дворани 1981. |                                                          |                                                          |                                                          |                                                          |                                                          |
| Светски рекорд                                              | Карин Хенел                                              | Западна Немачка                                          | 6,77                                                     | Гренобл, Француска                                       | 121 фебруар 1981.                                        |
| Европски рекорд у дворани                                   | Карин Хенел                                              | Западна Немачка                                          | 6,77                                                     | Гренобл, Француска                                       | 121 фебруар 1981.                                        |
| Рекорди европских првенстава у дворани                      | Карин Хенел                                              | Западна Немачка                                          | 6,77                                                     | Гренобл, Француска                                       | 121 фебруар 1981.                                        |
| Најбољи светски резултат сезоне у дворани                   | Карин Хенел                                              | Западна Немачка                                          | 6,77                                                     | Гренобл, Француска                                       | 121 фебруар 1981.                                        |
| Најбољи европски резултат сезоне у дворани                  | Карин Хенел                                              | Западна Немачка                                          | 6,77                                                     | Гренобл, Француска                                       | 121 фебруар 1981.                                        |

## Најбољи европски резултати у 1981. години
Десет најбољих европских такмичарки у бацању кугле у дворани 1981. године пре почетка првенства (22.фебруара 1981), имале су следећи пласман на европској и светској ранг листи. (СРЛ) 
| 1.    | Вали Јонеску       | Румунија        | '6,75 | 14. фебруар | 1. СРЛ |
| 2.    | Кристина Sussiek   | Западна Немачка | 6,74' | 9. фебруар  | 2. СРЛ |
| 3 .   | Маргарита Butkiene | Совјетски Савез | '6,71 | 30. јануар  | 3. СРЛ |
| 4.    | Карин Хенел        | Западна Немачка | 6,64  | 30. јануар  | 4. СРЛ |
| 5.    | Забине Еверт       | Западна Немачка | 6,61  | 16. јануар  | 5. СРЛ |
| 6 .   | Татјана Скаченко   | Совјетски Савез | 6,60  | 30. јануар  | 6. СРЛ |
| 7.    | Зигрид Улбрихт     | Источна Немачка | 6,55  | 11. фебруар | 8. СРЛ |
| 8.    | Рамона Нојберт     | Источна Немачка | 6,50  | 31. јануар  | 9. СРЛ |
| 9→10. |                    |                 |       |             |        |

Такмичарке чија су имена подебљана учествовале су на ЕП.

## Освајачи медаља
|                             |                                |                              |
| Карин Хенел Западна Немачка | Зигрид Улбрихт Источна Немачка | Јасмин Фајге Западна Немачка |

## Резултати

### Финале
Одржано је само финално такмичење јер је укупно учествовало 10 атлетичарки.
| Пласман | Атлетичарка          | Земља           | ЛР   | ЛРС  | #1   | #2   | #3   | #4   | #5   | #6   | Резултат | Белешка  |
| ------- | -------------------- | --------------- | ---- | ---- | ---- | ---- | ---- | ---- | ---- | ---- | -------- | -------- |
|         | Карнн Хенел          | Западна Немачка | 6,45 | 6,45 | х    | х    | 6,22 | 6,77 | х    | х    | 6,77     | СР , НРд |
|         | Зигрид Улбрихт       | Источна Немачка | 6,55 | 6,55 | х    | 6,66 | х    | 5,88 | 6,50 | 6,47 | 6,66     |          |
|         | Јасмин Фајге         | Западна Немачка |      |      | 6,05 | 6,25 | 6,43 | 6,65 | 6,49 | 4,52 | 6,65     |          |
| 4.      | Татјана Скачко       | Совјетски Савез | 6,64 |      | 6,60 | 6,60 | 6,59 | х    | 6,48 | х    | 6,60     |          |
| 5.      | Кристина Суси        | Западна Немачка | 6,74 | 6,74 | 6,60 | 6,59 | 6,49 | х    | 6,48 | x    | 6,60     |          |
| 6.      | Лена Хумлебек Демзиц | Данска          |      |      | 6,09 | x    | 6,35 | x    | x    | 6,40 | 6,40     | ЛР       |
| 7.      | Едине ван Хезикг     | Холандија       |      |      |      |      |      |      |      |      | '6,36    |          |
| 8.      | Дорте Волфсберг      | Данска          |      |      |      |      |      |      |      |      | 6,30     |          |
| 9.      | Хана Тасовар         | Чехословачка    |      |      |      |      |      |      |      |      | 6130     |          |
| 10.     | Лена Валин           | Шведска         |      |      |      |      |      |      |      |      | 5,92     |          |

Подебљани лични рекорди су и национални рекорди земље коју атлетичарка представља

## Укупни биланс медаља у скоку удаљ за жене после 12. Европског првенства у дворани 1970—1981.
|     | Земља                |    |    |    |    |
| --- | -------------------- | -- | -- | -- | -- |
| 1.  | Западна Немачка      | 3  | 3  | 2  | 8  |
| 2.  | Чехословачка         | 2  | 3  | 1  | 6  |
| 3.  | Румунија             | 2  | 0  | 2  | 4  |
| 4.  | Пољска               | 1  | 1  | 2  | 4  |
| 5.  | Совјетски Савез      | 1  | 1  | 1  | 3  |
| 5.  | Швајцарска           | 1  | 1  | 1  | 3  |
| 5.  | Источна Немачка      | 1  | 1  | 1  | 3  |
| 8.  | Бугарска             | 1  | 0  | 0  | 1  |
| 9.  | Мађарска             | 0  | 2  | 0  | 2  |
| 10. | Уједињено Краљевство | 0  | 0  | 1  | 1  |
| 10. | Шведска              | 0  | 0  | 1  | 1  |
|     | Укупно {12}          | 12 | 12 | 12 | 36 |

|    | Атлетичарка         | Земља           |   |   |   |   |
| -- | ------------------- | --------------- | - | - | - | - |
| 1. | Јармила Нигринова   | Чехословачка    | 2 | 3 | 1 | 6 |
| 2. | Мета Антенен        | Швајцарска      | 1 | 1 | 1 | 3 |
| 3. | Хајде Розендал      | Западна Немачка | 1 | 1 | 0 | 2 |
| 3. | Лидија Алфејева     | Совјетски Савез | 1 | 1 | 0 | 2 |
| 5. | Виорика Вископољану | Румунија        | 1 | 0 | 1 | 2 |
| 6. | Илдико Ердељи       | Мађарска        | 0 | 2 | 0 | 2 |
| 7. | Мирослава Сарна     | Пољска          | 0 | 0 | 2 | 2 |